# Kuan Mei-lien
Kuan Mei-lien (chinesisch 官美璉, Pinyin Guān Měiliǎn, * 26. Juli 1980) ist eine ehemalige taiwanische Leichtathletin, die sich auf den Stabhochsprung spezialisiert hat.

## Sportliche Laufbahn
Erste internationale Erfahrungen sammelte Kuan Mei-lien vermutlich im Jahr 1998, als sie bei den Juniorenweltmeisterschaften in Annecy mit übersprungenen 3,30 m in der Qualifikationsrunde ausschied. Anschließend belegte sie bei den Asienspielen in Bangkok mit 3,50 m den sechsten Platz. Im Jahr darauf gewann sie bei den Juniorenasienmeisterschaften in Singapur mit 3,80 m die Bronzemedaille und 2000 brachte sie bei den Asienmeisterschaften in Jakarta keinen gültigen Versuch zustande. Auch bei den Asienmeisterschaften in Guangzhou brachre sie ebenfalls keinen gültigen Versuch zustande und wurde anschließend bei den Ostasienspielen in Hongkong mit 3,70 m Vierte. Im Oktober 2017 bestritt sie ihren letzten offiziellen Wettkampf und beendete daraufhin ihre aktive sportliche Karriere im Alter von 37 Jahren.
In den Jahren 2006 und 2006 sowie 2007 und 2009 wurde Kuan taiwanische Meisterin im Stabhochsprung.

## Persönliche Bestleistungen
- Stabhochsprung: 3,90 m, 28. April 2000 in Taipeh
  - Stabhochsprung (Halle): 3,84 m, 28. März 2009 in Tsaotun